# Liste der Kulturgüter in Dielsdorf ZH
Die Liste der Kulturgüter in Dielsdorf enthält alle Objekte in der Gemeinde Dielsdorf im Kanton Zürich, die gemäss der Haager Konvention zum Schutz von Kulturgut bei bewaffneten Konflikten, dem Bundesgesetz vom 20. Juni 2014 über den Schutz der Kulturgüter bei bewaffneten Konflikten sowie der Verordnung vom 29. Oktober 2014 über den Schutz der Kulturgüter bei bewaffneten Konflikten unter Schutz stehen.
Objekte der Kategorie A sind im Gemeindegebiet nicht ausgewiesen, Objekte der Kategorie B sind vollständig in der Liste enthalten, Objekte der Kategorie C fehlen zurzeit (Stand: 1. Januar 2023). Unter übrige Baudenkmäler sind weitere geschützte Objekte zu finden, die im Verzeichnis der Objekte von überkommunaler Bedeutung der kantonalen Denkmalpflege zu finden und nicht bereits in der Liste der Kulturgüter enthalten sind.

## Kulturgüter
| Foto |                                                            | Objekt                                       | Kat. | Typ | Standort                              | Beschreibung |
| ---- | ---------------------------------------------------------- | -------------------------------------------- | ---- | --- | ------------------------------------- | ------------ |
| ja   | Datei hochladen · Wikidata zu Speicher (Q29932545)         | Speicher KGS-Nr.: 07426                      | B    | G   | bei Bahnhofstrasse 13 676626 / 259581 |              |
| ja   | Datei hochladen · Wikidata zu St. Pauluskirche (Q15129724) | Katholische Kirche St. Paulus KGS-Nr.: 16573 | B    | G   | Buchserstrasse 12 676451 / 259315     |              |

## Übrige Baudenkmäler
| ID          | Foto |                 | Objekt                                         | Kat.    | Typ | Standort                                | Beschreibung |
| ----------- | ---- | --------------- | ---------------------------------------------- | ------- | --- | --------------------------------------- | ------------ |
| 08600069    |      | Datei hochladen | Wohnhaus                                       | C       | G   | Hinterdorfstrasse 10 676549 / 259668    |              |
| 08600085    | ja   | Datei hochladen | Ehemalige Blaufärberei und Knochenstampfe      | B reg.  | G   | Hinterdorfstrasse 25.1 676651 / 259762  |              |
| 08600108    | ja   | Datei hochladen | Reformierte Kirche                             | B kant. | G   | bei Wehntalerstrasse 17 676475 / 259769 |              |
| 08600109    | ja   | Datei hochladen | Reformiertes Pfarrhaus                         | B reg.  | G   | Wehntalerstrasse 19–21 676435 / 259747  |              |
| 086BEI00109 |      | Datei hochladen | Ehemalige Zehntenscheune, Teil des Pfarrhauses | C       | G   | Wehntalerstrasse 19–21 676435 / 259747  |              |
| 08600140    | ja   | Datei hochladen | Ehemalige Mühle                                | B reg.  | G   | Mühlestrasse 7 676360 / 259611          |              |
| 08600193    | ja   | Datei hochladen | Gärtnerheim                                    | B reg.  | G   | Hirsmühleweg 6 675978 / 259537          |              |
| 08600313    |      | Datei hochladen | Gartenhaus                                     | B reg.  | G   | bei Hirsmühleweg 6 675961 / 259542      |              |

Legende: Im Wesentlichen siehe Legende der Liste der Kulturgüter von nationaler und regionaler Bedeutung, mit folgenden Ausnahmen:
- Anstelle der KGS-Nummer wird als Objekt-Identifikator (ID) die Inventarnummer im Verzeichnis der Objekte von überkommunaler Bedeutung des kantonalen Denkmalschutzamtes verwendet.
- Bei den Kategorien wird wie folgt unterschieden: B kant. = Objekt von kantonaler Bedeutung (Kanton Zürich); B reg. = Objekt von regionaler Bedeutung (Kanton Zürich).